# مارتن هانسون
مارتن هانسون (بالسويدية: Martin Hansson)‏، من مواليد 6 ابريل 1971، حكم كرة قدم سويدي دولي حالي. وهو دولي منذ عام 2001.
حكم في كأس القارات 2009.

## روابط خارجية
- مارتن هانسون على موقع Soccerway.com (الإنجليزية)